# Dalbergia hiemalis
Dalbergia hiemalis är en ärtväxtart som beskrevs av Gustaf Oskar Andersson Malme. Dalbergia hiemalis ingår i släktet Dalbergia, och familjen ärtväxter. Inga underarter finns listade i Catalogue of Life.